# James B. Vaught

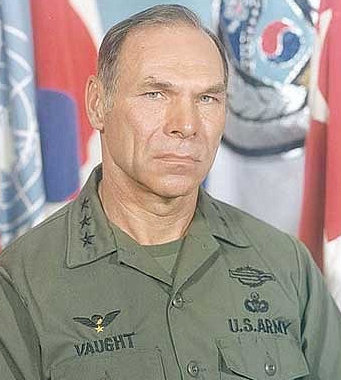
James B. Vaught

James Benjamin Vaught  (* 3. November 1926 in Conway, Horry County, South Carolina; † 20. September 2013 ebenda) war ein Generalleutnant der United States Army. Er war unter anderem Kommandeur der 24. Infanteriedivision.
James Vaught war ein Sohn von John Marion Vaught Sr. (1889–1977) und dessen Frau Ruth Thompson (1903–1990). Der Vater diente während des Ersten Weltkriegs als Quartiermeister bei der United States Navy. James besuchte die öffentlichen Schulen seiner Heimat, einschließlich der High School. Im Jahr 1943 schrieb er sich beim Militärcollege The Citadel in Charleston in South Carolina ein. Bald darauf wurde er als einfacher Soldat zur US-Armee einberufen um am Zweiten Weltkrieg teilzunehmen. Nach dem Krieg gelangte er im Februar 1946 über die Officer Candidate School (OCS) als Leutnant der Infanterie in das Offizierskorps des Heeres. In der Armee durchlief er anschließend alle Offiziersränge vom Leutnant bis zum Drei-Sterne-General.
Im Lauf seiner militärischen Karriere absolvierte Vaught verschiedene Kurse und Schulungen. Dazu gehörten unter anderem die Airborne and Ranger School, der Infantry Officer Advanced Course, das Command and General Staff College, das Armed Forces Staff College und das National War College. Außerdem erhielt er akademische Grade von der Georgia State University und der George Washington University.
In den ersten Jahren seiner Offizierslaufbahn gehörte Vaught den Besatzungstruppen in Deutschland an. Nach einer Stationierung in den Vereinigten Staaten wurde er Anfang der 1950er Jahre im Koreakrieg eingesetzt. Dort war er unter anderem mit dem 34. Infanterieregiment an mehreren Gefechten beteiligt. Anschließend setze er seine Offizierslaufbahn fort. In den Jahren 1961 und 1962 war er erneut in Südkorea stationiert, wo er dem Stab der 8. Armee angehörte.
Zwischen August 1967 und April 1968 war er erstmals im Vietnamkrieg eingesetzt. Dort war er unter anderem Bataillonskommandeur im 7th Cavalry Regiment. Er wurde erneut in Kampfhandlungen verwickelt, wobei er wiederum verwundet wurde und zur Behandlung ins Walter Reed Army Medical Center in Washington, D.C. ausgeflogen wurde. Sein zweiter Vietnameinsatz umfasste die Zeit zwischen September 1970 und Oktober 1971. Dabei war er unter anderem Berater der südvietnamesischen Luftstreitkräfte. Außerdem bekleidete er diverse Stellen als Stabsoffizier in verschiedenen Hauptquartieren und Stützpunkten, einschließlich des Pentagons.
Zwischen 1971 und 1975 war er in Fort Bragg stationiert, wo er das 1st Corps Support Command (COSCOM) befehligte. Zwischenzeitlich war er Stabschef und später stellvertretender Kommandeur des XVIII. Luftlandekorps. Im August 1975 wurde er Stabschef im Hauptquartier des NATO-Kommandos Allied Land Forces Southeastern Europe. Zwischen September 1977 und August 1979 kommandierte er die 24. Infanteriedivision in Fort Stewart in Georgia. Danach wurde er mit der Leitung der letztlich gescheiterten Operation Eagle Claw betraut. Die Operation erfolgte auf Anordnung von US-Präsident Jimmy Carter am 24. April 1980 mit dem Ziel, 53 im Zuge der Geiselnahme von Teheran im Iran festgehaltene Geiseln zu befreien. Dabei kamen acht amerikanische Soldaten ums Leben, als ein Hubschrauber und ein Transportflugzeug kollidierten. Vier weitere wurden verwundet.
Später folgte eine weitere Versetzung in den Fernen Osten, wo er ein gemeinsames Kommando amerikanischer und südkoreanischer Truppen kommandierte. Im Jahr 1985 ging James Vaught in den Ruhestand.
Er verbrachte seinen Lebensabend im Horry County in South Carolina. Dort wurde er am 20. September 2013 tot in einem Teich aufgefunden. Allem Anschein nach war er dort ertrunken. Allerdings wurde bei der Autopsie auch eine Herzerkrankung festgestellt. Er wurde auf dem Tilly Swamp Baptist Church Cemetery in seiner Heimatstadt Conway beigesetzt.

## Orden und Auszeichnungen
James Vaught erhielt im Lauf seiner militärischen Laufbahn unter anderem folgende Auszeichnungen:
- Silver Star
- Legion of Merit
- Bronze Star Medal
- Distinguished Flying Cross
- Air Medal
- Army Commendation Medal
- Soldiers Medal
- Meritorious Service Medal
- Joint Service Commendation Medal
- Purple Heart